# Dianthus klokovii
Dianthus klokovii är en nejlikväxtart som beskrevs av M. S. Knjasev. Dianthus klokovii ingår i släktet nejlikor, och familjen nejlikväxter. Inga underarter finns listade i Catalogue of Life.